# Арнольд, Билли Бой
Уильям «Билли Бой» Арнольд (англ. William «Billy Boy» Arnold; род. 16 сентября 1935 года, Чикаго, Иллинойс, США) — американский блюзовый харпер, гитарист, вокалист и автор песен. Лауреат Blues Music Awards в номинациях «Альбом традиционного блюза» (2012, 2014 в коллективе исполнителей), «Альбом года» (2014, в коллективе исполнителей); номинант Blues Music Awards в номинациях «Исполнитель традиционного блюза» (2014, 2015), «Альбом традиционного блюза» (1996, 2002), «Альбом акустического блюза» (2013),  «Альбом года» (2012), «Блюзовый инструменталист — гармоника» (1996, 2013). Член Зала славы блюза как исполнитель (2012) и как автор двух песен, отнесённых к классике блюза (2016, 2024) . 

## Биография
Родился в 1935 году в Чикаго одним из 16 детей в семье. Начал играть на гармонике в детстве самостоятельно, в 1948 году брал неформальные уроки у своего соседа Сонни Боя Уильямсона I незадолго до его кончины. Дебютировал в 1952 году, записав в 17-летнем возрасте сингл «Hello Stranger» на небольшой фирме Cool. Сотрудничество с этой фирмой оказалось примечательным лишь тем, что фирма дала музыканту псевдоним «Билли Бой». В 1951 году он присоединился к Бо Диддли, играл с ним на улицах Чикаго, а затем и исполнил партию гармоники в первом хите Бо Диддли «I’m a Man», выпущенном 2 марта 1955 года. В этот же день на студии Билли Бой Арнольд записал собственную песню «You Got to Love Me», которая увидела свет лишь в 1992 году. В то же время Билли Бой Арнольд подписал контракт с Vee-Jay Records и записал две самые свои известные песни «I Wish You Would» и «I Ain’t Got You» — обе песни были отнесены к классике блюза и включены в Зал славы блюза в 2016 и 2024 годах соответственно. Кавер-версии обеих песен позднее выпустила группа The Yardbirds; кавер-версии песни «I Wish You Would» выпустили Дэвид Боуи (1973) и The Sweet (1982). 
До первой половины 1960-х Билли Бой продолжал выступать в чикагских клубах и даже записал в 1963 году полноценный LP на Prestige Records (выпущен в 1967), но популярность блюза падала, и Билли Бой Арнольд стал работать водителем автобуса, а позднее инспектором по надзору за условно-досрочно освобождёнными. В 1970-х Билли Бой Арнольд постепенно вернулся на блюзовую сцену, начал выступать на фестивалях, и даже в 1975 году отправился в гастроли по Европе в составе турне American Blues Legends'75. В 1970 году в Чикаго он записал альбом, который в 1973 году под названием Kings of Chicago Blues Vol. 3 был выпущен во Франции, в Европе в 1975 году вышел сборник музыканта с песнями разных лет Blow the Back Off It, а также лейбл Red Lightnin' в 1976 году переиздал в Европе Kings of Chicago Blues Vol. 3 под названием Sinner's Prayer. В 1977 году Билли Бой Арнольд записался для BBC Radio 1, в 1979 году выпустил альбом Checkin' It Out и вновь лишь в Европе. Не считая совместного альбома выпущенного в 1979 году, а записанного ещё в 1963 году с пианистом Литтл Джонни Джонсом, Билли Бой в США почти не записывался. В 1984 году он выпустил ещё один альбом Ten Million Dollars, и вновь на французском лейбле Blue Phoenix.     
Лишь в 1990-е музыкант подписал контракт с Alligator Records, выпустив в 1993 году альбом Back Where I Belong про который писали «Его плачущая игра на губной гармошке и проникновенный вокал идеально подходят для его уличного стиля песен. Сочетание блюза, вдохновленного дельта-блюзом с городской изысканностью не только определяет звучание Арнольда, но и внесло значительный вклад в ранние, формирующие дни рок-н-ролла» . Затем вышел и второй альбом Eldorado Cadillac, с которым Билли Бой получил широкое признание, номинировавшись в 1996 году на Blues Music Award в категориях «Альбом традиционного блюза» и «Лучший харпер». Но сотрудничество с Alligator продлилось не так долго и в дальнейшем музыкант записывался в небольшой Stony Plain Records, канадской компании Electro-Fi Records; также сотрудничал со своей старой европейской компанией Red Lightnin' Records, выпустив ряд альбомов и сборников. 
Особо следует выделить его участие в альбоме 2012 года Chicago Blues A Living History the (R)evolution Continues, признанного лучшим альбомом традиционного блюза Blues Music Award в коллективе харперов Джона Праймера, Билли Бранча, Льюрри Белла и Карлоса Джонсона и признанного в 2014 году лучшим альбомом традиционного блюза так и альбомом года Remembering Little Walter, где принял участие коллектив харперов в составе Чарли Масселуайта, Марка Хаммела, Шуга Рэй Норча и Джеймса Хармана.
Песни Билли Боя Арнольда на сцене исполняли такие музыканты и группы, как Эрик Клэптон, Джимми Пейдж, Джефф Бек, Дэвид Боуи, Blues Brothers, Canned Heat, Hot Tuna, Джон Хаммонд, Том Джонс, Aerosmith, Гэри Мур, Red Devils .
21 ноября 2021 года издательство Чикагского университета выпустило мемуары Билли Боя Арнольда «The Blues Dream of Billy Boy Arnold». В ней сказано, что «Билли Бой Арнольд — единственный ныне живущий музыкант, который прожил всю историю чикагской блюзовой сцены. Ее зенит пришелся на середину 1950-х годов, когда безраздельно правил новый, сырой, усиленный подход Мадди Уотерса и Хаулина Вульфа, но город зарекомендовал себя как крупный центр блюза за два десятилетия до этого, благодаря обширному и впечатляющему творчеству» .
Blues Revue писал, что «Арнольд — мощный поставщик, новатор и мастер сертифицированного чикагского блюзового звука, созданного Мадди Уотерсом и Литтл Уолтером. Сочетая свой проникновенный вокал с пронзительными риффами гармошки и искусным написанием песен, он подтверждает свое место среди величайших исполнителей блюзовой губной гармошки в истории».  
Rolling Stone отмечал что «Арнольд отлично играет в старом чикагском стиле с мясистой, не ослабевающей атакой». 
По мнению журнала Audio музыкант отличается «Контрастными мелодичными хуками и ритмами… безграничной энергией и оригинальным сочетанием элементов…Арнольд преуспевает в румба-буги, быстрых шаффлах и намеренно среднетемповых затяжках»
Журнал Varaint писал, что «В руках Билли Боя Арнольда блюз может звучать так же живо, как бритвенный бой в джук-джойнте в Миссисипи. Сочетая ритмичный драйв Чака Берри с зловещей мощью Мадди Уотерса, Арнольд заслуживает большого уважения за то, что сохраняет блюз живым и здоровым» .

## Дискография

### Студийные альбомы
- More Blues on the South Side (Prestige, 1966) [4]
- Kings of Chicago Blues Vol. 3 (Vogue, 1973)
- Checkin' It Out (Red Lightnin', 1979)
- Ten Million Dollars (Blue Phoenix, 1984)
- Back Where I Belong (Alligator, 1993)
- Eldorado Cadillac (Alligator, 1995)
- Boogie 'n' Shuffle (Stony Plain, 2001)
- Consolidated Mojo (Electro-Fi, 2005)
- Billy Boy Arnold Sings Sonny Boy (Electro-Fi, 2008)
- Billy Boy Arnold Sings Big Bill Broonzy (Electro-Fi, 2012)
- The Blues Soul of Billy Boy Arnold (Stony Plain, 2014)

### Концертные альбомы
- Live at the Venue 1990 (Catfish, 2000)

### Сборники
- American Blues Legends '75 (в коллективе, Big Bear, 1975)
- Blow the Back Off It (Red Lightnin', 1975)
- Crying and Pleading (Charly, 1980)
- Goin' to Chicago (Testament, 1995)
- Catfish (Catfish, 1999)
- Mark Hummel's Blues Harmonica Blowouts  –  «Still Here and Gone» 1993–2007 (концерт с другими музыкантами, Electro-Fi, 2007)
- Remembering Little Walter (в коллективе, Blind Pig, 2013)